# Canal de Kinda
O Canal de Kinda (em sueco: Kinda kanal;  OUÇA A PRONÚNCIA) ou Quinda é um canal da província da Östergötland, no sudeste da Suécia. Com extensão de 80 quilômetros, liga o lago Åsunden ao lago Roxen. Dispõe de 15 comportas, transpondo uma diferença de nível da água de 52 metros. É uma atração turística local, traficada pelo navio M/S Kind entre Linköping e Rimforsa na época do verão.